# Кунак (Тарн)
Кунак (фр. Cunac) насеље је и општина у јужној Француској у региону Миди Пирене, у департману Тарн која припада префектури Алби.
По подацима из 2011. године у општини је живело 1533 становника, а густина насељености је износила 240,28 становника/km². Општина се простире на површини од 6,38 km². Налази се на средњој надморској висини од 245 метара (максималној 291 m, а минималној 191 m).

## Демографија
| 1962. | 1968. | 1975. | 1982. | 1990. | 1999. | 2011. |
| ----- | ----- | ----- | ----- | ----- | ----- | ----- |
| 489   | 586   | 695   | 895   | 994   | 1.146 | 1.533 |

График промене броја становника у току последњих година